# Bosbad Leersum

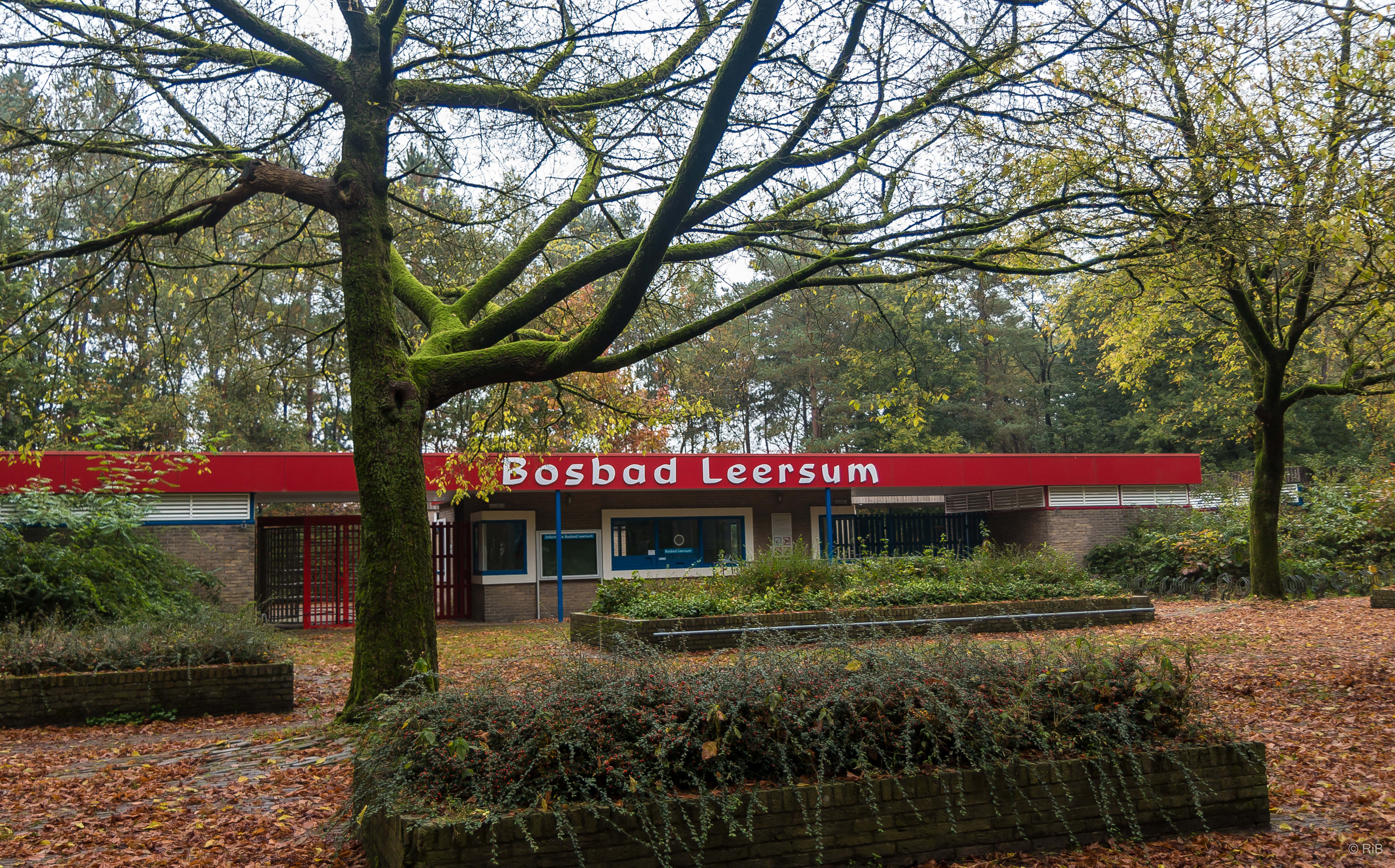
Bosbad Leersum

Bosbad Leersum is een openluchtzwembad aan de Scherpenzeelseweg 45 in het dorp Leersum in de gemeente Utrechtse Heuvelrug. Het verwarmde bad op de flank van de Leersumse Berg wordt gevuld met bronwater van de Utrechtse Heuvelrug.
Op het ongeveer 4 ha grote terrein van het bosbad liggen drie bassins: 
- kleuterbad met peutergedeelte
- recreatiebad waarin de glijbaan uitkomt
- wedstrijdbad van 25 meter met twee duikplanken

Op het complex staan verder: 
- verwarmd kleedgebouw met toiletten en douches.
- kiosk met terras
- zonneweiden staan speelattributen zoals schommels, een kabelbaan, een speelhuisje.

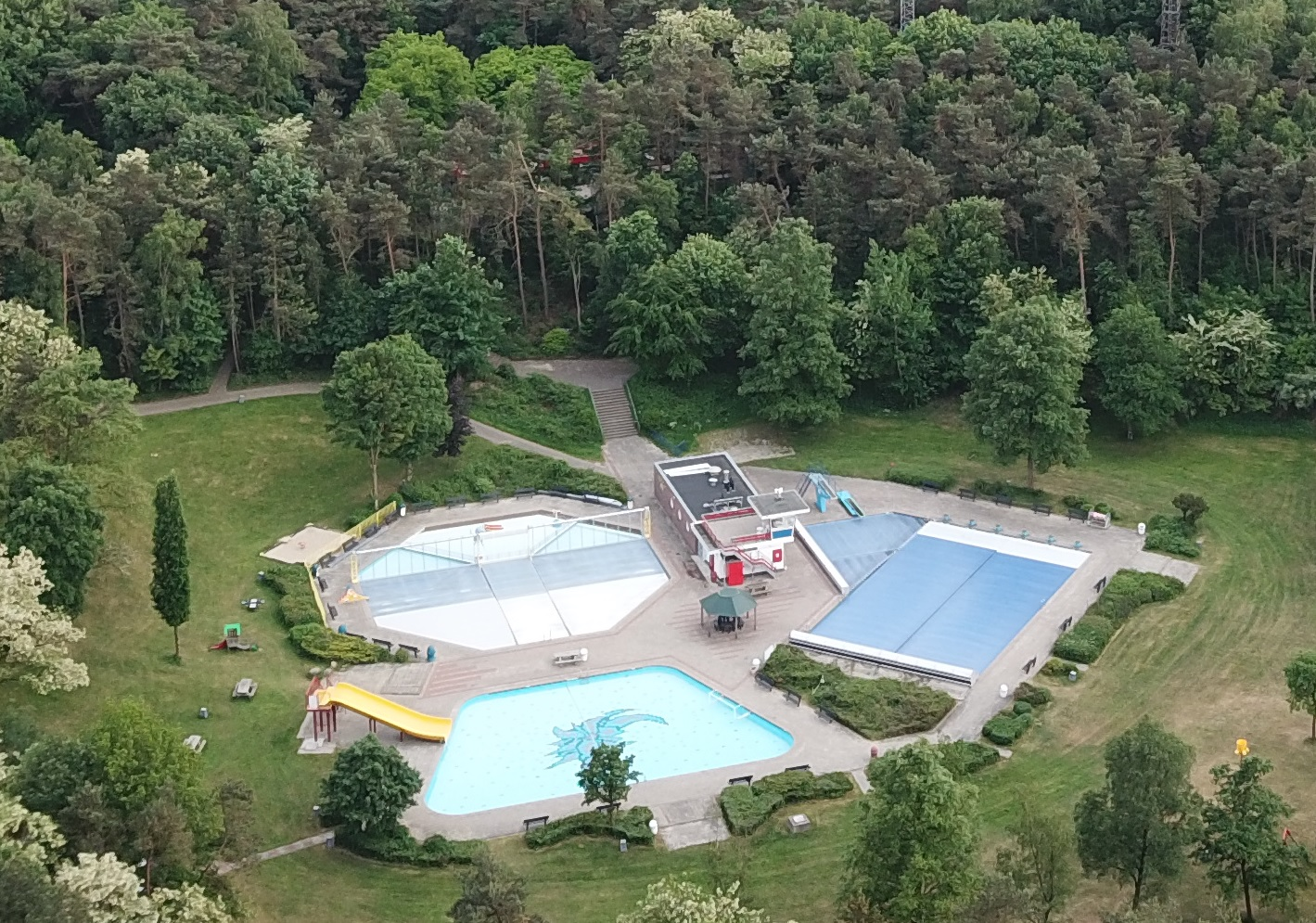
Bosbad Leersum Luchtfoto

- beachvolleybalveld

## Sinds 1971
De plannen uit 1966 leidden tot de opening van het bad in juni 1971.
Het bosbad werd aangelegd in een oorspronkelijke zandafgraving aan de flanken van de bossen van het Nationaal Park Utrechtse Heuvelrug. Het bestond uit een achthoekig ondiep bad voor kinderen met daarnaast een trapeziumvormig bad. In de jaren tachtig werd een glijbaan van 115 meter lengte aangelegd. Deze baan liep vanaf het restaurant op de top van de heuvel naar beneden.

## Volgen & meer informatie
Facebook van deze wikipedia pagina

Facebook van Bosbad Leersum

Website Bosbad Leersum

Google Bedrijfsinformatie